# Inspeção-Geral do Exército
A Inspeção-Geral do Exército (AO 1945: Inspecção-Geral do Exército) ou IGE é o orgão central de inspeção do Exército Português. A IGE tem como missão apoiar o Chefe do Estado-Maior do Exército no exercício das funções de controlo, de avaliação e de certificação de forças do Exército.
A IGE é dirigida pelo inspetor-geral do Exército (com o posto de tenente-general) coadjuvado pelo inspetor-geral-adjunto (com o posto de major-general).